# 郷土玩具
郷土玩具（きょうどがんぐ）は、古来日本各地で作られてきた玩具。地域の伝統工芸品でもある。地域の産物を用い、信仰に結びついた物や地域の動物などをモデルにした物が多い。

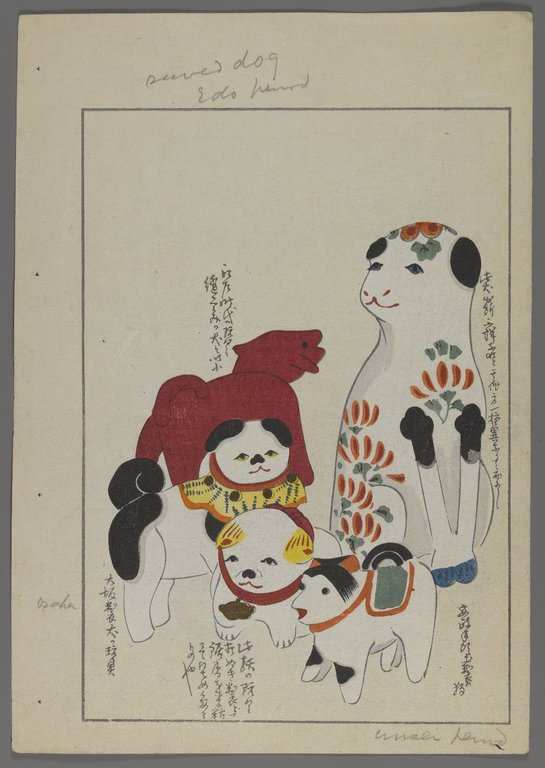
清水晴風著書、玩具図録『うなゐの友』の図

## 定義

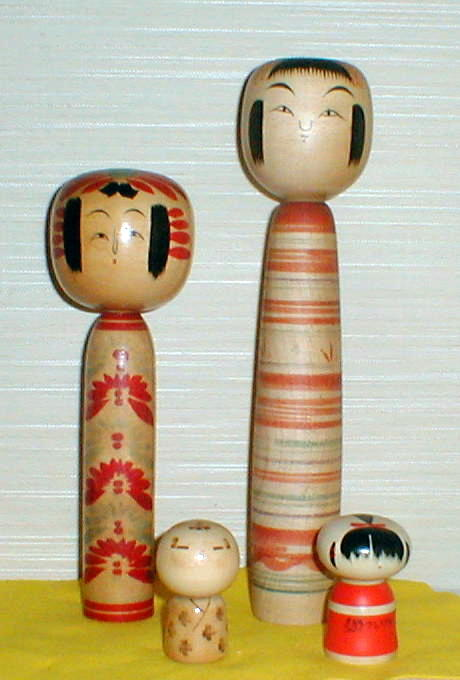
こけし

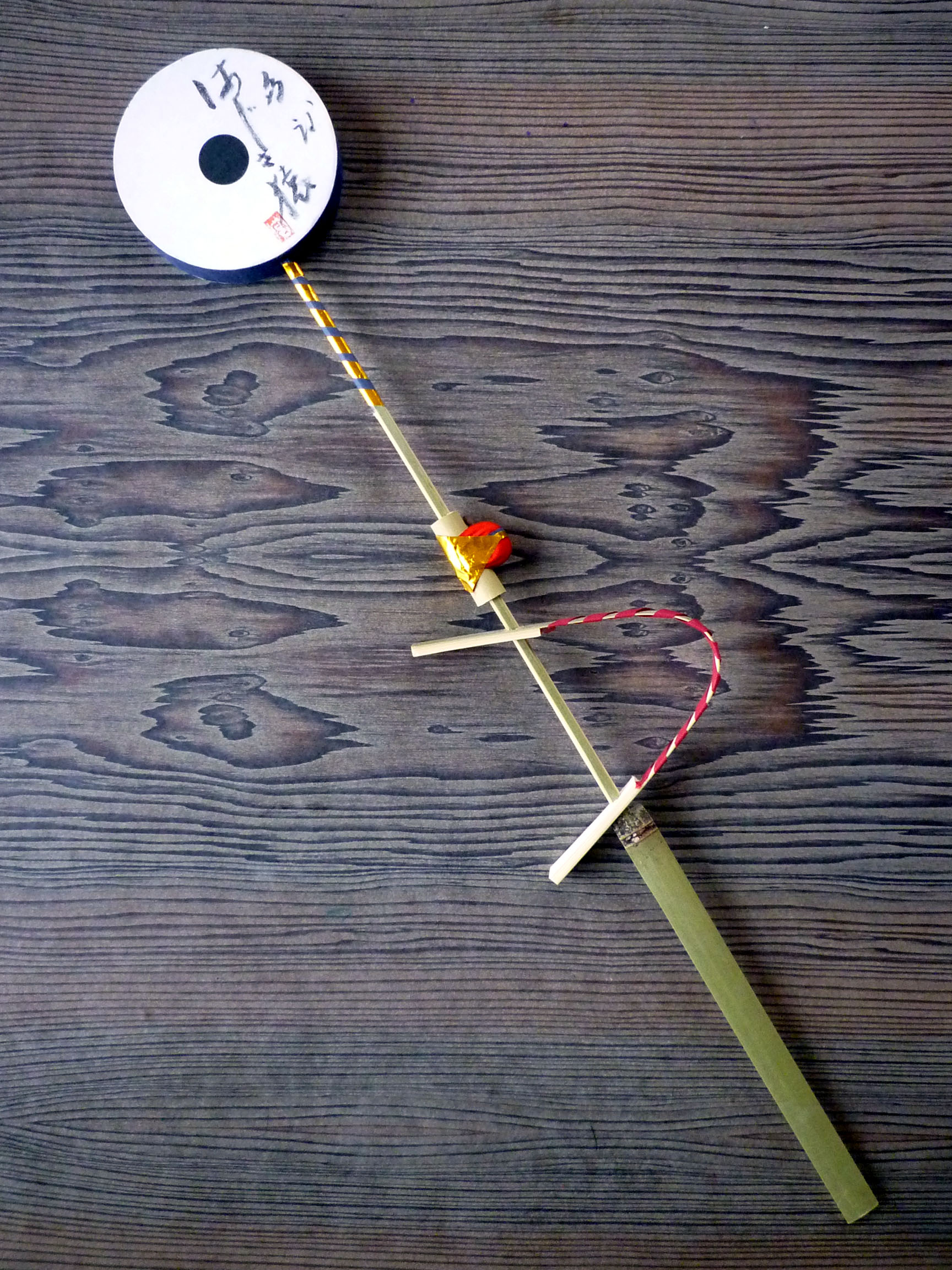
弾き猿

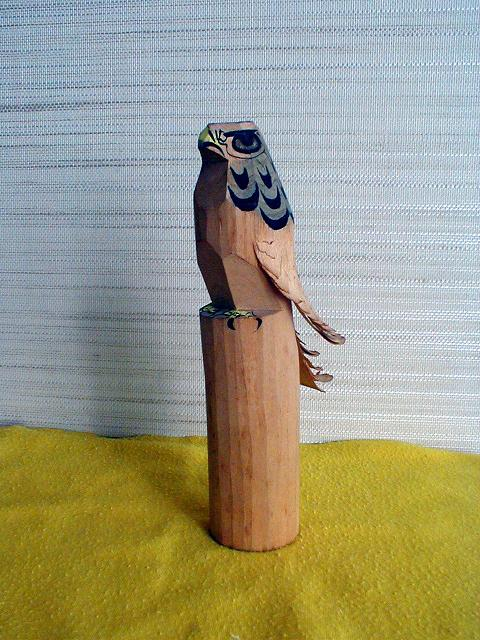
お鷹ポッポ（山形県）

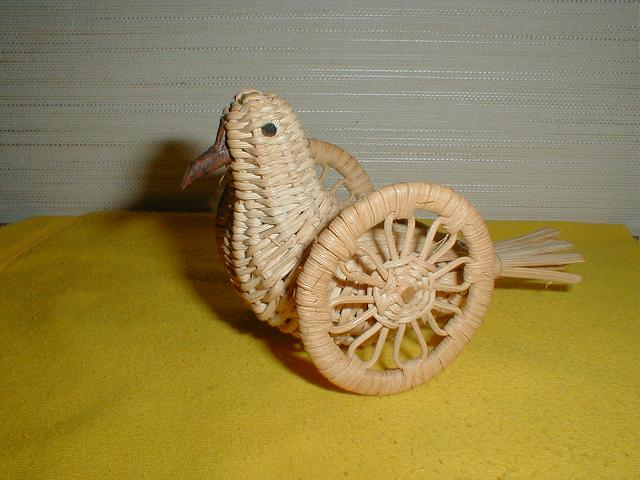
あけび鳩車（長野県）

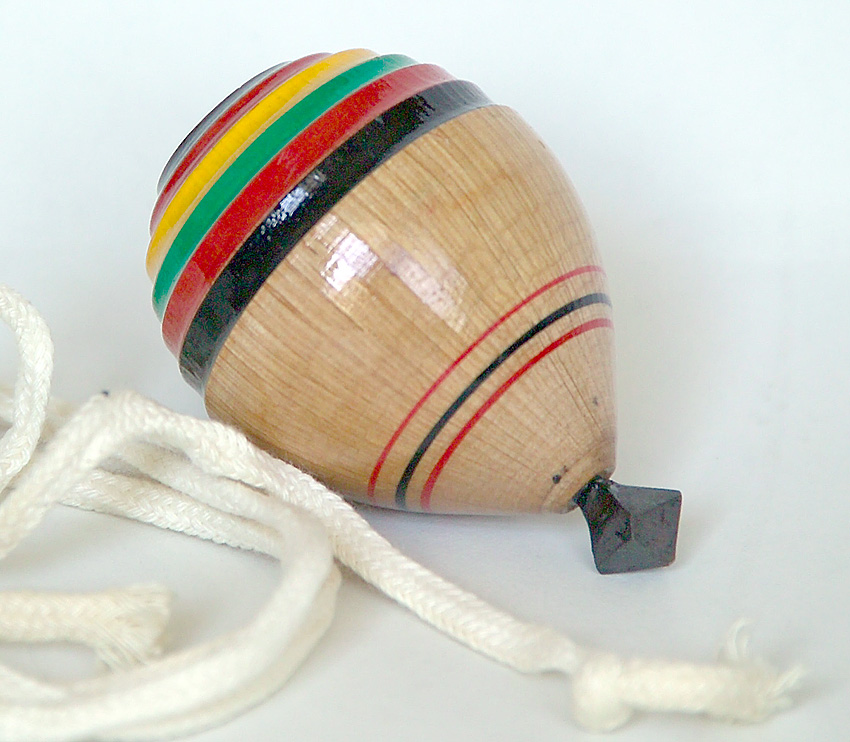
佐世保独楽（長崎県）

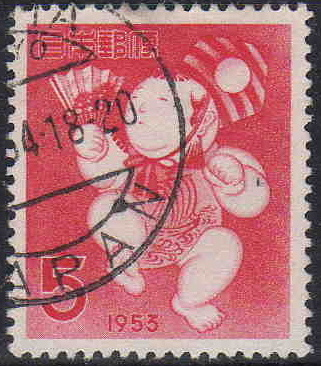
三番叟人形

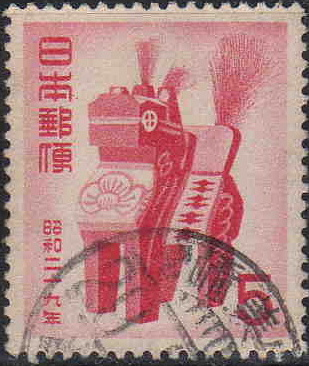
「三春駒」（福島県）

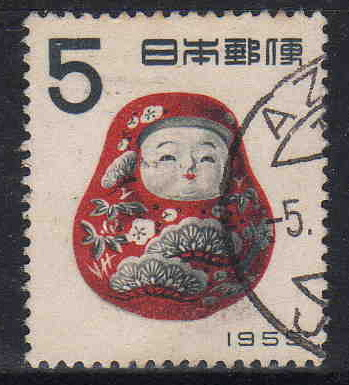
加賀八幡起き上がり（石川県）

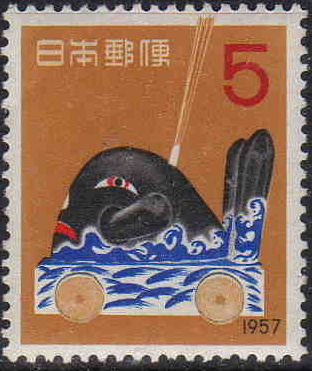
「だんじり（鯨の潮吹き）」（長崎県）

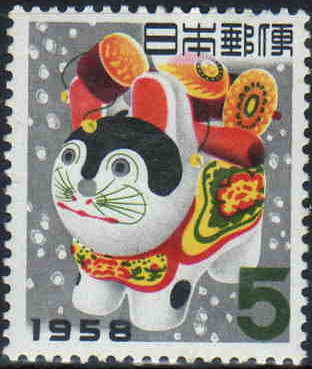
犬張り子（東京）

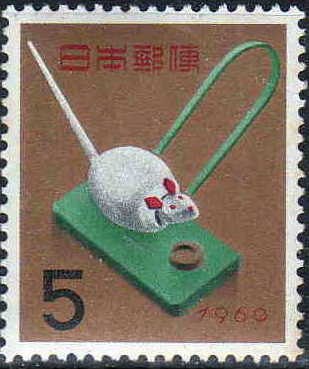
「米食い鼠」（石川県）

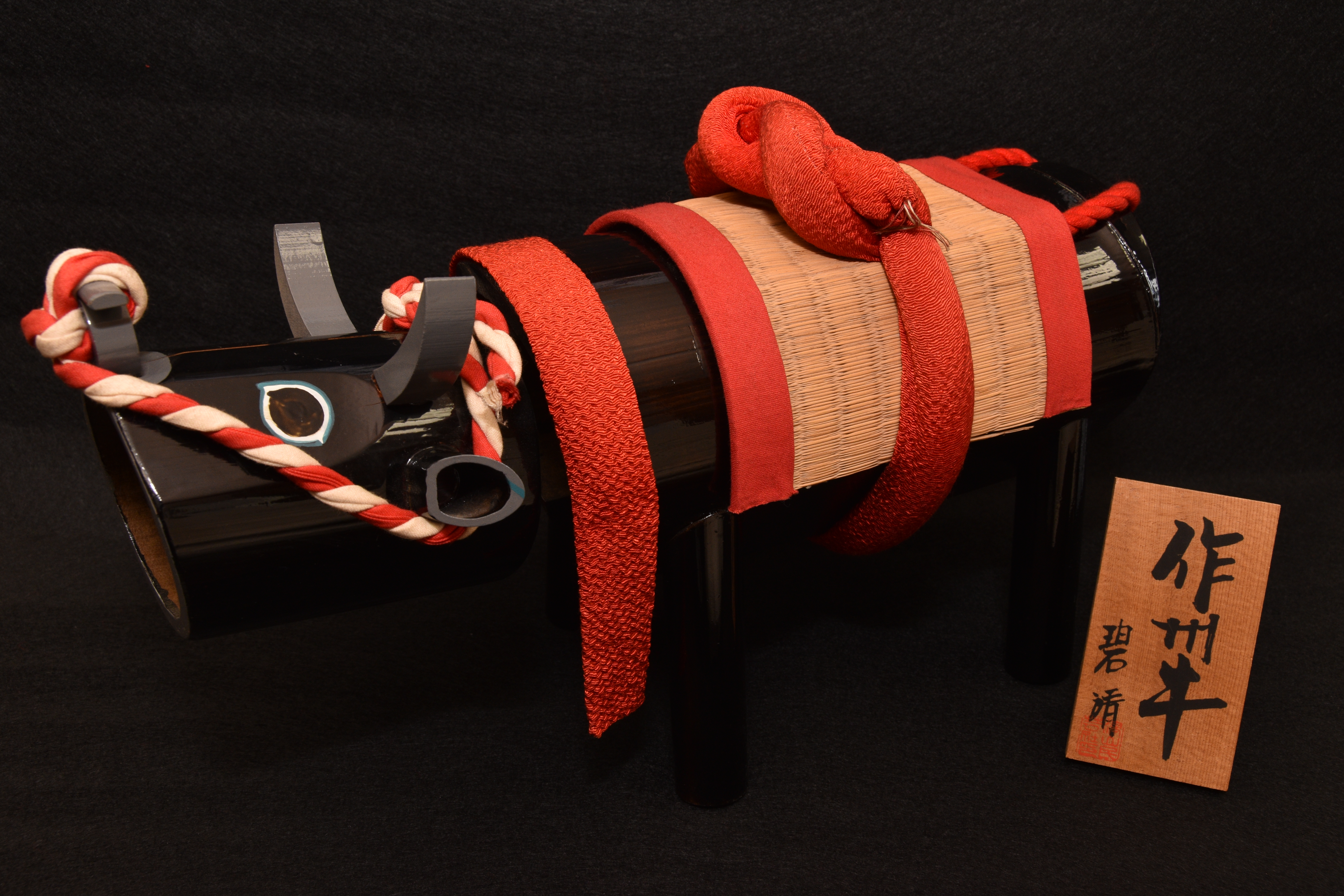
「作州牛」（岡山県）

稲垣武雄は、行事や祭礼で授与、販売される玩具であり、観賞に耐えうるもので、方尺を逸しない大きさのものを郷土玩具と定義した。山田徳兵衛は、地方で考案、生産された、その地方の特色を持つ玩具を郷土玩具と定義した。梅田之は、古くから作られてきた伝統的な玩具と、新たに作られた玩具があり、後者は創生玩具と呼ばれることもある。しかし、基本的に郷土玩具と呼ばれるものは、古い伝統を持つことを条件とされることが多いと指摘する。

## 主な郷土玩具
- ニポポ（北海道）
- 鷲の爪輪（北海道）
- 鳩笛（青森県）
- ずぐり独楽（青森県）
- 南部の馬玩具
  - 八幡駒（青森県）
  - チャグチャグ馬（岩手県）
- 仙台張子（宮城県）
- 堤人形（宮城県）
- 鳴子こけし、遠刈田こけし（宮城県） - こけし三大発祥地
- 木下駒（宮城県）
- なまはげ人形（秋田県）
- 中山人形、十二支土鈴（秋田県）
- 八橋人形（秋田県）
- 御殿まり（秋田県・山形県）
- お鷹ポッポ（山形県）
- いづめこ人形（山形県）
- 相良人形（山形県）
- 土湯こけし（福島県） - こけし三大発祥地
- 赤べこ（福島県）
- 起き上がり小法師（福島県）
- 三春駒（福島県）
- たつぐるま（福島県）
- きぶな（栃木県）
- 高崎だるま (群馬県)
- 今戸人形（東京都）
- すすきみみずく（東京都）
- 犬張子（東京都）
- 江戸奴凧（東京都）
- 飛んだり跳ねたり（東京都）
- 開港人形（神奈川県横浜市）
- 金魚台輪（新潟県）
- 三角だるま（新潟県）
- 富山土人形（富山県）
- 加賀人形（石川県）
- 米食い鼠（石川県）
- あけび鳩車（長野県）
- 蘇民将来（長野県）
- 布引馬（長野県）
- 手まり（長野県）
- かなかんぶつ（山梨県）
- 静岡張子（静岡県）
- さるぼぼ（岐阜県）
- 多度の弾き猿（三重県）
- 伏見人形（京都府）
- 神農の虎（大阪府）
- 喜々猿（大阪府）
- 神戸人形（兵庫県）
- 吉野雛（奈良県）
- 瓦猿・寝牛（和歌山県）
- 米搗き車（和歌山県・徳島県）
- 高松嫁入り人形（香川県）
- 姫だるま（愛媛県）
- 岩井挽物人形（鳥取県）
- ふぐ笛（山口県）
- 張子虎（島根県）
- 出雲張子（島根県）
- 作州牛（岡山県）
- 孫次凧（福岡県）
- むくりこくり（長崎県）
- 佐世保独楽（長崎県）
- 鶉車（宮崎県）
- おばけの金太（熊本県）
- 肥後こま（熊本県）
- きじ馬（熊本県）
- 肥後まり（熊本県）
- 肥後てまり（熊本県）
- 南蛮てまり（熊本県）
- 木葉猿（熊本県）
- のぼりざる（宮崎県）
- 能古見人形（佐賀県）
- 薩摩首人形（鹿児島県）
- 沖縄張子（沖縄県）

## 記念日
一般社団法人日本記念日協会から認定を受けた郷土玩具記念日がある。
- 黄ぶなの日  9月27日   制定者:黄ぶな推進協議会(栃木県宇都宮市) ※郷土玩具記念日初認定
- 赤べこの日 11月 ３日  制定者:NPO法人奥会津まちづくり支援機構（福島県福島県河沼郡柳津町）